# 고립 특이점
복소해석학에서, 고립 특이점(孤立特異點, 영어: isolated singular point)은 주어진 함수가 스스로를 제외한 주위의 모든 점에서 복소숫값의 정칙 함수가 되는 특이점이다.

## 정의
연결 열린집합 {\displaystyle D\subseteq \mathbb {C} } 및 점 {\displaystyle z_{0}\in D} 및 함수 {\displaystyle f\colon D\setminus \{z_{0}\}\to \mathbb {C} }에 대하여, {\displaystyle f|_{N\cap D\setminus \{z_{0}\}}}가 정칙 함수가 되는 근방 {\displaystyle N\ni z_{0}}이 존재한다면, {\displaystyle z_{0}}을 {\displaystyle f}의 고립 특이점이라고 한다.
만약 0이 {\displaystyle z\mapsto f(1/z)}의 고립 특이점이라면, 무한대 {\displaystyle {\widehat {\infty }}}를 {\displaystyle f}의 고립 특이점이라고 한다.

## 분류
고립 특이점은 제거 가능 특이점, 극점, 본질적 특이점으로 분류된다.
구체적으로, 연결 열린집합 {\displaystyle D\subseteq \mathbb {C} } 및 점 {\displaystyle z_{0}\in D} 및 함수 {\displaystyle f\colon D\setminus \{z_{0}\}\to \mathbb {C} }가 주어졌고, {\displaystyle z_{0}}이 {\displaystyle f}의 고립 특이점이라고 하자.

### 제거 가능 특이점
그렇다면, 다음 세 조건이 서로 동치이며, 이를 만족시키는 {\displaystyle z_{0}}을 {\displaystyle f}의 제거 가능 특이점이라고 한다.:130, §4.2, 정리1
- {\displaystyle f}는 {\displaystyle z_{0}}에서 해석적 연속을 갖는다. 즉, {\displaystyle g|_{N\cap D\setminus \{z_{0}\}}=f|_{N\cap D\setminus \{z_{0}\}}}인 근방 {\displaystyle N\ni z_{0}} 및 정칙 함수 {\displaystyle g\colon N\cap D\to \mathbb {C} }가 존재한다.
- {\displaystyle \lim _{z\to z_{0}}f(z)}는 {\displaystyle \mathbb {C} }에서 존재한다.
- {\displaystyle f}는 {\displaystyle z_{0}}에서 국소 유계 함수이다. 즉, {\displaystyle f|_{N\cap D\setminus \{z_{0}\}}}가 유계 함수가 되는 근방 {\displaystyle N\ni z_{0}}이 존재한다.
- {\displaystyle \lim _{z\to z_{0}}(z-z_{0})f(z)=0}
- {\displaystyle f}의 {\displaystyle z_{0}}에서의 로랑 급수 전개의 주요 부분은 0이다.

### 극점
또한, 다음 세 조건이 서로 동치이며, 이를 만족시키는 {\displaystyle z_{0}}을 {\displaystyle f}의 극점이라고 한다.:130-131, §4.2, 정리2
- {\displaystyle f}는 {\displaystyle z_{0}}에서 해석적 연속을 갖지 않으며, {\displaystyle 1/f}는 {\displaystyle z_{0}}에서 해석적 연속을 갖는다.
- {\displaystyle \lim _{z\to z_{0}}f(z)={\widehat {\infty }}}
- {\displaystyle f}의 {\displaystyle z_{0}}에서의 로랑 급수 전개의 주요 부분의 0이 아닌 계수의 개수는 적어도 하나이며, 많아야 유한하다.

### 본질적 특이점
또한, 다음 세 조건이 서로 동치이며, 이를 만족시키는 {\displaystyle z_{0}}을 {\displaystyle f}의 본질적 특이점이라고 한다.:132, §4.2, 정리3
- {\displaystyle f}와 {\displaystyle 1/f}는 {\displaystyle z_{0}}에서 해석적 연속을 갖지 않는다.
- {\displaystyle \lim _{z\to z_{0}}f(z)}는 {\displaystyle {\overline {\mathbb {C} }}}에서 존재하지 않는다.
- {\displaystyle f}의 {\displaystyle z_{0}}에서의 로랑 급수 전개의 주요 부분의 0이 아닌 계수의 개수는 무한하다.

### 무한대의 경우
무한대 {\displaystyle {\widehat {\infty }}}의 {\displaystyle f}의 고립 특이점으로서의 분류는 0의 {\displaystyle z\mapsto f(1/z)}의 고립 특이점으로서의 분류와 일치한다.

## 예
함수
{\displaystyle f_{1}\colon \mathbb {C} \setminus \{0\}\to \mathbb {C} }
{\displaystyle f_{1}(z)={\frac {\sin z}{z}}\qquad \forall z\in \mathbb {C} \setminus \{0\}}
는 0을 제거 가능 특이점으로 갖는다.
함수
{\displaystyle f_{2}\colon \mathbb {C} \setminus \{0\}\to \mathbb {C} }
{\displaystyle f_{2}(z)={\frac {1}{z}}\qquad \forall z\in \mathbb {C} \setminus \{0\}}
는 0을 극점으로 갖는다.
함수
{\displaystyle f_{3}\colon \mathbb {C} \setminus \{0\}\to \mathbb {C} }
{\displaystyle f_{3}(z)=e^{1/z}\qquad \forall z\in \mathbb {C} \setminus \{0\}}
는 0을 본질적 특이점으로 갖는다.
0은 함수
{\displaystyle f_{4}\colon \mathbb {C} \setminus \{0,1/\pi ,1/2\pi ,\dots \}\to \mathbb {C} }
{\displaystyle f_{4}(z)=\csc {\frac {1}{z}}\qquad \forall z\in \mathbb {C} \setminus \{0,1/\pi ,1/2\pi ,\dots \}}
의 고립 특이점이 아니다.

### 전해석 함수
모든 전해석 함수 {\displaystyle f\colon \mathbb {C} \to \mathbb {C} }는 {\displaystyle {\widehat {\infty }}}를 고립 특이점으로 갖는다. 이는 {\displaystyle f}가 상수 함수라면 제거 가능 특이점이며, {\displaystyle f}가 1차 이상의 다항 함수라면 극점이며, 초월 전해석 함수라면 본질적 특이점이다.